# 相葉裕樹
相葉 裕樹（あいば ひろき、1987年〈昭和62年〉10月1日 - ）は、日本の俳優、声優。株式会社サードウェイプロジェクト所属。本名および旧芸名は相葉 弘樹（読み同じ）。
千葉県船橋市出身。千葉県立船橋北高等学校卒業。

## 略歴
2003年（平成15年）からStar Light Studioでレッスンを受け（6期生）、同スタジオで知り合った古賀敦士、今間卓也とストリートダンスユニット『BRIGHTS』を結成し、代々木公園などでストリートライブをしていた。2004年をもって解散し、解散ライブでは400人近くのファンを動員。
2004年（平成16年）、第16回「ジュノン・スーパーボーイ・コンテスト」で審査員特別賞を受賞して芸能界入り。ミュージカル『テニスの王子様』の不二周助役をきっかけに、本格的に俳優として活動を始める。
2007年（平成19年）10月1日、自身の20歳の誕生日にファンクラブ「h.a.style」を発足した。
2009年（平成21年）、「スーパー戦隊シリーズ」『侍戦隊シンケンジャー』にシンケンブルー / 池波流ノ介役で出演。同年より、マキシムカフェメニューの広告キャラクターを務める。
2011年4月（平成23年）、エイベックス・マネジメントからトップコートに移籍。それに伴い、芸名を現在の「相葉 裕樹」に改名。
2012年（平成24年）、テレビアニメ『新テニスの王子様』に入江奏多の声で出演。
2013年（平成25年）、『銀河機攻隊 マジェスティックプリンス』のヒタチ・イズル役でテレビアニメ初主演を果たした。なお、その年に行われたニュータイプアワード 男性声優部門で4位入賞。作品賞で2位に選ばれた。
2015年（平成27年）5月31日付で契約満了のため、トップコートを離籍。半年間のフリーランスの期間を経て 、2016年1月グランアーツに所属。
2017年（平成29年）5月、『ミュージカル レ・ミゼラブル』にアンジョルラス役で出演。
2018年（平成30年）6月より、S.W.A.T.のジム・ストリート〈アレックス・ラッセル〉 役で吹替キャストを務める。同年11月19日、体調不良のため出演予定だった「オン・ユア・フィート!」を全出演回休演すると発表。
2019年（平成31年）1月23日に行われた「レ・ミゼラブル」製作発表にて活動復帰。同年に芸能生活15周年を迎え、「相葉裕樹 15th Anniversary ～ファンイベント2019～」を東京・大阪に加え、上海で開催。同年12月25日、ファンコミュニティ「Club88」を開設した。
2021年（令和3年）12月31日、グランアーツを退所。2022年（令和4年）3月1日、サードウェイプロジェクトに所属。同日、オフィシャルファンクラブ「Cafe88」を設立した。

## 人物
- 趣味・特技はダンス、バスケットボール、スキー、スノーボード、DIY、銭湯巡り。
- 温泉好きが高じ、温泉ソムリエ、高齢者入浴アドバイザーの資格を取得した。
- 手先が器用であり、休日はベッドの色を塗り替えるなど、凝ったDIYを行なっている。
- 愛称は「あいばっち」、「ばっち」など。小さいころのあだ名は「ひろぴー」、「あいぴー」。
- みーこ（メス）と澪（オス）という名前の猫を飼っている。この2匹は兄弟で、友人宅の屋根裏部屋で生まれたのを引き取った。
- お気に入りの洋服はヨウジヤマモト、ラッドミュージシャン。
- 「画伯」とも称される、かなり独特なイラストを描く。自身のグッズなどに時折登場する蜂の「バッチ」というキャラクターがいる。
- 『ミュージカル・テニスの王子様』で共演した鯨井康介とはプライベートでも仲が良く、『シンケンジャー』でも共演している[1]。

### エピソード
- 『侍戦隊シンケンジャー』で共演した相馬圭祐とはMAGNE2というユニットを組むほど仲がよく、引っ越す際には示し合わせて近くに住んだほどである。
- レ・ミゼラブルでは、初めはマリウス役でオーディションを受けようとしていた。しかし音楽監督・山口Billy琇也のアドバイスでアンジョルラス役を受け、役を射止めた[12]。
- 今では多くのミュージカル作品に出演しているが、デビュー当時は歌が苦手だった。ダンスユニットであるBRIGHTSに所属していた当時も歌う場面はあったが、メンバー3人中1人だけ歌わせてもらえなかったという[13]。

## 出演
太字はメインキャラクター。

### テレビドラマ
- 美味學院（2007年4月2日 - 6月5日、テレビ東京） - 高杉凛 役
- 怨み屋本舗 特別編 -家族の闇 モンスターファミリー-（2008年1月6日、テレビ東京） - 大久保ユウヤ 役
- 正しい王子のつくり方（2008年1月8日 - 3月25日、テレビ東京） - 秦修理之介 役
- 栞と紙魚子の怪奇事件簿 第7話（2008年2月16日、日本テレビ） - 黒川賢 役
- Wild Strawberry（2008年4月 - 8月、テレ朝チャンネル） - チアキ 役
- 侍戦隊シンケンジャー（2009年2月15日 - 2010年2月7日、テレビ朝日） - 池波流ノ介 / シンケンブルー 役
  - 仮面ライダーディケイド 第24・25話（2009年7月12日・19日、テレビ朝日） - 池波流ノ介 役
  - 海賊戦隊ゴーカイジャー 第40話（2011年11月27日、テレビ朝日） - シンケンブルー 役
- 陽はまた昇る（2011年7月21日 - 9月15日、テレビ朝日） - 中仙道彰 役
- 怪盗ロワイヤル（2011年10月28日 - 12月23日、TBS） - 倉田圭助 役
- 最高の人生の終り方〜エンディングプランナー〜 第5話（2012年2月9日、TBS） - 日浦 役
- 相棒 season11 第9・10話（2012年12月12日・19日、テレビ朝日） - 榊大志 役
- 35歳の高校生（2013年4月13日 - 6月22日、日本テレビ） - 北島龍一郎 役
- TAKE FIVE〜俺たちは愛を盗めるか〜 第5・6話（2013年5月17日・24日、TBS） - 荒木 役
- 黒服物語（2014年10月24日 - 12月12日、テレビ朝日） - 春日井薫 役
- 全盲の僕が弁護士になった理由〜実話に基づく感動サスペンス!〜（2014年12月1日、TBS） - 松田晋平 役
- 妖怪!百鬼夜高等学校（2018年12月28日、BS日テレ） - 陰陽師 役

### バラエティ・その他TV番組
- 戦国鍋TV 〜なんとなく歴史が学べる映像〜（2010年4月6日 - 2012年9月29日、独立U局）
  - 『SHICHIHON槍』 - 福島正則 役
  - 『天正遣欧少年使節』 - 伊東マンショ 役
  - 『兵衛'z』 - 竹中半兵衛 役
  - 『天草四郎と島原DE乱れ隊』 - 天草四郎 役
  - 『徳川15代将軍』- 徳川綱吉 役 （武士ロックフェスティバル2013でのみ）
- はなまるマーケット（2012年11月 - 2013年9月）
- 「相葉学園男子演劇部」アメスタ番組（2014年8月6日 - 2015年7月26日）
- 俺の地図帳〜地理メンBOYSが行く〜 セカンドシーズン （2015年4月26日 - 9月28日）- TOKYO 役
- 福田雄一×井上芳雄「グリーン＆ブラックス」（2017年4月29日 - ）
- マーダーミステリーシアター「演技の代償」(2021年2月21日14時公演) - 桃谷雄一郎 役

### 映画
- 日野日出志のザ・ホラー怪奇劇場 オカルト探偵団 死人形の墓場（2004年12月4日公開） - 原崇 役
- テニスの王子様（2006年5月13日公開） - 不二周助 役
- スキトモ（2007年1月13日公開） - 斉藤ヨシキ 役
- タクミくんシリーズ そして春風にささやいて（2007年12月22日公開） - 井上佐智 役
- カフェ代官山（2008年 - 2009年）- 芝田響 役
  - カフェ代官山〜Sweet Boys〜（2008年3月15日公開）
  - カフェ代官山II 〜夢の続き〜（2008年10月25日公開）
  - カフェ代官山 III 〜それぞれの明日〜（2009年3月14日公開）
- 僕らの方程式（2008年10月4日公開） - 加藤トミオ 役
- かさぶた姫（2009年1月24日公開） - 秋川光一 役
- 『スーパー戦隊シリーズ』 - 池波流ノ介 / シンケンブルー 役
  - 侍戦隊シンケンジャー 銀幕版 天下分け目の戦（2009年8月8日公開）
  - 侍戦隊シンケンジャーVSゴーオンジャー 銀幕BANG!!（2010年1月30日公開）
  - 天装戦隊ゴセイジャーVSシンケンジャー エピックon銀幕（2011年1月22日公開）
- 王様とボク（2012年9月22日公開）- トモナリ 役
- 闇金ウシジマくんPart 2 （2014年5月16日公開） - 希崎大成 役

### OV
- 帰ってきた侍戦隊シンケンジャー 特別幕（2010年6月21日発売） - 池波流ノ介 / シンケンブルー 役

### CM
- ミュージックステーション（テレビ朝日）番組宣伝スポット『家族』篇
- 北海道SUBARU フォレスター（2017年、北海道テレビ放送）
- ヤマハ発動機「除雪は青の時代」 - シンケンブルー（声）[14]

### 広告
- AGF 『マキシムカフェメニュー』（2009年）
- 不二家「LOOK」発売50thアニバーサリーキャンペーン企画
- ファッションブランド「慈雨」イメージキャラクター（2018年9月）[解説 2]

### Webドラマ
- Teddy bear（2008年4月配信、魔法のiらんど） - 竜 役
- スマートボーイズ MOVIE 第1弾 「Equal Sweets 〜おかしな関係〜」 （2012年6月配信） - 奏也 役

### DVD
- 怪談 -家之怪談-（2006年8月25日、マーベラスAQL） - 井沢弘之 役
- 相葉弘樹 SMILE FOR YOU メイキング・オブ・スキトモ（2007年2月23日、バンダイビジュアル）
- ボクの方程式「Performer 相葉弘樹」（2008年10月1日、ポニーキャニオン）

### 舞台
- ミュージカル｢テニスの王子様｣（2005年1月 - 2007年9月 / 2008年8月 - 10月） - 不二周助 役
  - in winter 2004 - 2005 side 山吹 feat. 聖ルドルフ学院（2005年1月8日 - 1月23日、メルパルクホール 他）
  - Dream Live 2nd（2005年5月4日、東京ベイNKホール）
  - The Imperial Match 氷帝学園（2005年8月8日 - 20日、日本青年館 他）
  - The Imperial Match 氷帝学園 in winter 2005 - 2006（2005年12月19日 - 2006年1月2日、日本青年館 他）
  - Dream Live 3rd（2006年3月28日・29日、Zepp Tokyo）
  - Advancement Match 六角 feat. 氷帝学園（2006年8月3日 - 25日、日本青年館 他）
  - Absolute King 立海 feat.六角〜First Service（2006年12月13日 - 2007年1月27日、日本青年館 他）
  - Dream Live 4th（2007年3月30日・31日、パシフィコ横浜）
  - Dream Live 4th Extra（2007年5月17日 - 20日、梅田芸術劇場）
  - Absolute King 立海 feat.六角〜second Service（2007年8月2日 - 9月9日、日本青年館 他）
  - Imperial Presence 氷帝 feat.比嘉（2008年7月29日 - 11月3日、日本青年館 他）[解説 3]
- スイッチを押すとき〜君達はなぜ生きているんだ?〜（2006年7月11日 - 19日、青山円形劇場） - 小暮君明 役
- ブロードウェイミュージカル 「PIPPIN」（2007年10月4日 - 14日・2008年7月6日 - 7月16日、天王洲 銀河劇場） - ピピン 役
- 手紙（2008年4月15日 - 25日、シアターアプル 他） - 武島直貴 役
- avex group The 20th Anniversary「ココロノカケラ」（2008年9月15日 - 29日、青山劇場） - エイフ 役
- リンダリンダラバーソール（2008年12月3日 - 7日、銀座博品館劇場） - レイン 役
- 天聖八剣伝（2010年6月19日 - 27日、天王洲 銀河劇場） - 絢人 役
- abc★赤坂ボーイズキャバレー（2010年8月18日 - 9月5日、赤坂ACTシアター 他） - 水原俊太 役
- SAMURAI 7（2010年11月20日 - 12月5日、青山劇場） - シチロージ 役
- 新春戦国鍋祭 〜あんまり近づきすぎると斬られちゃうよ〜（2011年1月7日 - 23日、サンシャイン劇場 他） - 前田利家 役
- CLUB SEVEN 7th stage（2011年4月3日 - 22日、シアタークリエ 他）
- リトルショップ・オブ・ホラーズ（2012年6月7日 - 7月13日、本多劇場 他） - シーモア 役
- CLUB SEVEN 8th stage（2012年8月12日 - 9月5日、シアタークリエ 他）
- 3150万秒と、少し（2013年2月15日 - 27日、天王洲 銀河劇場 他） - 高野悠也 役
- ドーナツ博士とGO!GO!ピクニック（2013年8月21日 - 9月15日、紀伊国屋サザンシアター 他） - 手塚 役
- SEMINAR -セミナー-（2013年12月13日 - 29日、紀伊國屋ホール 他） - ダグラス 役
- ピラミッドだぁ!（2014年2月6日 - 9日、神保町花月） - 栗田 役
- ちぬの誓い（2014年3月21日 - 4月6日、東京芸術劇場プレイハウス 他） - 松王丸 役
- BACK STAGE（2014年5月30日 - 6月15日シアタークリエ 他） - 外山健太 役
- ラ・カージュ・オ・フォール 籠の中の道化たち（2015年2月6日 - 3月8日、日生劇場 他） - ジャン・ミッシェル 役
- CLUB SEVEN 10th stage（2015年4月2日 - 27日、シアタークリエ 他）
- HEADS UP! - 新藤祐介 役
  - 2015年11月13日 - 12月13日、KAAT神奈川芸術劇場 他
  - 2017年12月14日 - 2018年3月12日、KAAT神奈川芸術劇場  他
- Show House「GEM CLUB」（2016年3月19日 - 4月10日、シアタークリエ 他）
- グレイト・ギャツビー（2016年7月2日 - 24日、サンシャイン劇場 他） - ニック・キャラウェイ 役[15]
- スカーレット・ピンパーネル（2016年10月19日 - 11月29日、赤坂ACTシアター 他） - ベン 役 [16]
- ミュージカル「レ・ミゼラブル」 - アンジョルラス 役
  - 2017年5月25日 - 10月16日、帝国劇場 他
  - 2019年4月15日 - 9月17日、帝国劇場 他
  - 2021年5月21日 - 10月4日、帝国劇場 他
- ブロードウェイミュージカル「ウーマン・オブ・ザ・イヤー」（2018年5月19日 - 6月10日、梅田芸術劇場 シアター・ドラマシティ 他）- サム・クレイブ 役
- 劇団鹿殺し ストロングスタイル歌劇「俺の骨をあげる」（2018年8月10日 - 19日、ビジネスパーク円形ホール 他） - 秀二 役
- ミュージカル「タイタニック」 （2018年10月1日 - 22日、日本青年館ホール 他） - チャールズ・クラーク 役
- キネマ（映画）＆キノドラマ（舞台）連動興行『怜々蒐集譚』（2019年2月16日 - 27日、新国立劇場 小劇場） - 烏鷺公外 役[解説 4][17]
- ミュージカル 「ダンス・オブ・ヴァンパイア」（2019年11月5日 - 2020年1月20日、帝国劇場 他）- アルフレート 役
- ミュージカル「アナスタシア」- ディミトリ 役
  - 2020年3月1日 - 4月18日、東急シアターオーブ 他[解説 5]
  - 2023年9月12日 - 10月31日、東急シアターオーブ 他
- 現代能楽集Ⅹ『幸福論』～能「道成寺」「隅田川」より（2020年11月29日 - 12月20日、シアタートラム） [18]
- ミュージカル「新テニスの王子様」 - 入江奏多 役[19][20]
  - The First Stage（2020年12月12日 - 2021年2月14日、日本青年館ホール 他）
  - The Second Stage（2022年1月28日 - 2月27日、KAAT神奈川芸術劇場 他）
  - Revolution Live 2022（2022年10月6日 - 10日、幕張メッセ 幕張イベントホール）[21]
- ミュージカル『蜘蛛女のキス』（2021年11月26日 - 12月19日、東京芸術劇場プレイハウス 他）- バレンティン 役
- ミュージカル『CROSS ROAD〜悪魔のヴァイオリニスト パガニーニ〜』（2022年6月7日 - 30日、シアタークリエ） - ニコロ・パガニーニ 役[22]
  - ミュージカル『CROSS ROAD〜悪魔のヴァイオリニスト パガニーニ〜』再演（2024年4月22日 - 5月26日、シアタークリエ 他）[23]
- ミュージカル「ダブル・トラブル」（2022年7月28日 - 8月14日、オルタナティブシアター） - ジミー・マーティン 役（その他5役）
- ミュージカル『スクルージ ～クリスマス・キャロル～』（2022年12月7日 - 25日、日生劇場） - ハリー / 若き日のスクルージ 役
- オフ・ブロードウェイ ミュージカル『Ordinary Days』(2023年2月8日 - 18日、俳優座劇場 他) - ジェイソン 役[24]
- 音楽劇「ダ・ポンテ〜モーツァルトの影に隠れたもう1人の天才〜」（2023年6月21日 - 7月24日、シアター1010 他） - アントニオ・サリエリ 役
- シンる・ひま オリジナ・る ミュージカ・る「ながされ・る君へ～足利尊氏太変記～」（2023年12月28日 - 31日、明治座） - 足利尊氏 役
- ミュージカル「Play a Life」（2024年2月7日 - 12日、銀座博品館劇場）[25]
- elle waves #1 ミュージカル 『ラフヘスト〜残されたもの』東京芸術劇場シアターウエスト2024年7月18日~28日　イ・サン役
- ミュージカル『SONG WRITERS』（2024年11月6日 - 28日、シアタークリエ / 12月7日 - 8日、森ノ宮ピロティホール / 12月11日、Niterra日本特殊陶業市民会館 ビレッジホール） - ジミー・グラハム 役[26]
- シンる・ひま オリジナ・る ミュージカ・る 革命『もえ・る剣』（2024年12月27日 - 2025年1月19日、シアターH 他） - 謎の警察官（語り部） 役[27]
- 統芸能×朗読劇 和がたりシリーズ〜湊川神社神能殿〜『楠俤』（2025年1月24日・25日、湊川神社 神能殿）[28]
- ハジケ・る ポップコーン一座『テイ・る オブ ナイトメア』〜不思議の国の給仕係〜（2025年3月21日 - 30日、I'M A SHOW）[29][30]
- Reading Drama『BLINK』（2025年4月5日、新国立劇場 小劇場）[31]
- Play a Life 10周年記念公演（2025年5月18日、銀座博品館劇場）[32]
- W3 ワンダースリー（2025年6月7日 - 7月6日、THEATER MILANO-Za 他） - ノッコ 役[33][34]
- 『LIGHT YEARS -幾光年-』The Musical（2025年7月31日・8月1日〈予定〉、I'M A SHOW）[35]
- Zu々プロデュース10周年記念公演 第2弾『ダイアナ〜それぞれのダイアナ〜』（2025年9月3日 - 15日〈予定〉、横浜赤レンガ倉庫 1号館 3Fホール）[36]
- ミュージカル『十二国記 -月の影 影の海-』（2025年12月9日 - 2026年2月1日、日生劇場 他） - 景麒 役[37][38]

### ライブ・コンサート
- 戦国鍋TVまさかの1周年 記念調子に乗ってCDまで出しちゃいますライブ（2011年5月11日、関内ホール）
- 戦国鍋TVライブツアー 〜武士ロックフェスティバル2013〜（2013年1月、Zepp Tokyo 他）
- テニプリフェスタ2013（2013年9月21日、日本武道館）
- 「THE BEST OF MUSICAL CONCERT」グランドミュージカル編　～大作ミュージカル作品より～（2016年12月1日 - 3日、よみうり大手町ホール）
- 「HEROES」グランアーツスペシャル LIVE 2016（2016年12月12日、Bunkamuraオーチャードホール）
- I Love Musical（2016年12月17日・18日、東京グローブ座）
- 相葉裕樹 TALK & LIVE 2018（2018年5月27日・6月10日、ブリーゼプラザ 小ホール 他）
- めざましテレビ25周年記念 めざましライブ～日本お天気キャラバンin国技館（2019年3月5日、両国国技館）[解説 6]
- STAND UP!CLASSIC FESTIVAL 2019（2019年9月29日、横浜赤レンガ倉庫）
- フレンズ・オブ・ディズニー・コンサート2020（2021年4月24日、東京国際フォーラム・ホールA）[解説 7] [39]
- 明治座創業150周年記念 MEIJIZA 150th Anniversary Special Concert The Dream Co-Star(2022年9月9日 - 11日、明治座)
- ちば文化芸術シンポジウム＆ミュージカル・コンサート(2023年3月12日、千葉県文化会館)
- テニプリフェスタ 2023 U-17 WORLD CUP(2023年6月4日、横浜アリーナ)
- 「ミュージカルは最強です！は～い！」Presented by WOWOWプラス(2023年7月30日、LINE CUBE SHIBUYA)
- ディズニー ツイステッドワンダーランド Fes. 2023(2023年8月20日、東京国際フォーラム　ホールA)

### テレビアニメ
- 新テニスの王子様（2012年） - 入江奏多 役[40]
- 銀河機攻隊 マジェスティックプリンス（2013年） - ヒタチ・イズル 役
- 賢者の弟子を名乗る賢者（2022年） - ブルー 役[41]
- 新テニスの王子様 U-17 WORLD CUP（2022年） - 入江奏多 役
- とあるおっさんのVRMMO活動記（2023年） - ブルー 役[42]
- 新テニスの王子様 U-17 WORLD CUP SEMIFINAL（2024年） - 入江奏多 役

### 劇場アニメ
- 劇場版マジェスティックプリンス 覚醒の遺伝子（2016年） - ヒタチ・イズル 役

### ゲーム
- テイルズ オブ ザ ワールド レディアント マイソロジー3（2011年2月10日） - ロックス / ロックスプリングス 役
- 新テニスの王子様 RisingBeat（2017年11月28日 - 2025年8月31日） - 入江奏多 役
- ゲシュタルト・オーディン（2018年10月18日 - 2019年9月26日） - ヒタチ・イズル [43]、ニュートン 役
- スーパーロボット大戦X-Ω（2018年11月16日） - ヒタチ・イズル 役[44]
- ディズニー ツイステッドワンダーランド（2020年3月18日） -  ヴィル・シェーンハイト 役[45]
- スーパーロボット大戦30（2021年10月28日 - 2022年4月20日） - ヒタチ・イズル 役
- 新テニスの王子様 Let's GO!!Daily Life from Rising beat（2022年9月29日） - 入江奏多 役
- スーパーロボット大戦Y（2025年8月28日） - ヒタチ・イズル 役

### 吹き替え
- ローグ・ワン/スター・ウォーズ・ストーリー（2016年12月16日公開） - ストームトルーパー 役
- S.W.A.T.（2018年6月22日 - 、スーパー!ドラマTV） - ジム・ストリート〈アレックス・ラッセル〉 役[46]

### オーディオドラマ
- SOUNDS OF STORY〜ASADA JIRO LIBRARY〜　短編集『あやし うらめし あな かなし』より「赤い絆」（2013年7月13日、J-WAVE） - 朗読[47]
- FMシアター「ボブガール、チャリボーイ」（2018年6月16日、NHK-FM）- チャリボーイ 役
- 青春アドベンチャー「悠久のアンダルス」（2020年7月27日 - 8月7日、NHK-FM）- アル＝ディーブ、ヒシャーム 役
- 青春アドベンチャー「白銀騎士団 シルバー・ナイツ」（2022年11月7日 - 18日、NHK-FM）- ジョセフ 役
- 青春アドベンチャー「雨のスケッチブック」（2024年6月24日 - 28日、NHK-FM）
- 青春アドベンチャー ｢白銀騎士団 -高貴なる亡霊-｣（2025年2月24日 - 3月7日、NHK-FM）- ジョセフ 役

### 朗読劇
- フランク・ヴェデキント「春のめざめ」（2014年12月6日・7日、天王洲 銀河劇場） - メルヒオール 役
- エン＊ゲキ#01「君との距離は100億光年」（2015年7月5日、赤坂RED/THEATER）
- ハックルベリーにさよならを（2015年12月18日 - 20日、東京グローブ座） - ボク 役
- 朗読劇 私の頭の中の消しゴム 8th letter（2016年5月1日・8日、天王洲 銀河劇場） - 高原浩介 役 [48]
- リーディングドラマ「シスター」- 弟 役
  - 2017年10月24日、銀座博品館劇場
  - 2018年3月24日、銀座博品館劇場
- 朗読劇「ノンセクシュアル」（2020年6月14日・16日・17日、SPWN）- 藤木瑛司、村山蒼佑 役[解説 8] [49]
- リーディングシアター「緋色の研究」（2020年6月21日、ZAIKO）- ワトソン 役[50]
- 神楽坂怪奇譚「棲」（2020年8月17日、Streaming+）- 女 役
- 朗読劇「青空」（2021年6月27日、俳優座劇場）- 小太郎 役
- 朗読劇「Every Day」（2022年9月23日、ニッショーホール）- 三井晴之 役
- 朗読活劇 信長を殺した男 2023（2023年4月27日 - 30日、東京芸術劇場 シアターウエスト）- 明智光秀 役（チーム桔梗）[51]
- 朗読劇 私の頭の中の消しゴム 14th Letter（2023年5月4日、よみうり大手町ホール） - 高原浩介 役
- リーディングシアター 「アドレナリンの夜」（2023年10月6日、東京建物 Brillia HALL）

### ショートムービー
- MACO「24歳の私からママへ」ショートムービー WATABE WEDDING × MACO（2017年5月1日）[52]

### MV
- ザ・ルーズドッグス feat.大黒摩季「雨のち虹色」（2008年6月4日発売）
- chay 1st single「はじめての気持ち」（2012年10月24日発売）

### CD
- ミュージカル「テニスの王子様」ベストアクターズ シリーズ003（2006年7月26日発売）
- ミュージカル「テニスの王子様」ベストアクターズ シリーズ 青学三代目卒業メモリアルEDITION（2007年12月22日発売）
- Go⇒Way/Center of the World - Honey L Days（2008年9月3日発売）[解説 9]
- 侍戦隊シンケンジャー オリジナルアルバム 秘伝音盤 第一幕（2009年06月03日発売）
- 侍戦隊シンケンジャー 秘伝音盤 第二幕 ワッショイ! 侍歌祭（2009年07月29日発売）
- 侍戦隊シンケンジャー 秘伝音盤第三幕 天下分け目の大合戦（2009年10月02日発売）
- 侍戦隊シンケンジャー全曲集 完 秘伝音盤 歌の天下統一（2010年02月10日発売）
- THE BEST: TALES OF THE WORLD RADIANT MYTHOLOGY Plus（2011年3月2日発売）
- 戦国鍋TV ミュージック・トゥナイト ～なんとなく歴史が学べるCD～（2011年3月23日発売）
- 戦国鍋TV ミュージック・トゥナイト スペシャル 上（2012年03月28日発売）
- 戦国鍋TV ミュージック・トゥナイト スペシャル 下（2012年03月28日発売）
- 戦国鍋TV ミュージック･トゥナイト なんとなく歴史が学べるCD 再出陣!編（2013年01月09日発売）
- THE BEST OF U-17 PLAYERS IV キミについてもっと知りたいな（2013年6月26日発売）
- アリガトウ。タダイマ。／僕たちは生きている （2013年8月21日）
- テニプリFEVER/テニプって行こう （2013年08月28日発売）[解説 10]
- 銀河機攻隊マジェスティックプリンス キャラクターソング【RED】ヒタチ・イズル（2013年11月20日発売）
- 銀河機攻隊マジェスティックプリンス CD-BOX（2016年10月12日発売）
- Don’t show myself（2020年1月6日配信）[53]
- TENIPURI MUSIC ON THE RADIO!（2020年8月26日発売）
- 朗読喫茶 噺の籠 ～あらすじで聴く文学全集～ トロッコ・芋粥/野ばら・赤いろうそくと人魚/蟹工船（2022年3月2日発売）
- 新テニスの王子様 U-17 WORLD CUP TV SONG COLLECTION(2023年3月1日発売)[54]
- Life is a theatre(2023年4月1日配信)[55]

## 出版物

### DVD
- DVD写真集「metamorphosis HIROKI AIBA Digital Photo Book」（2007年2月9日発売、エイベックス）
- h.a.Style Chill Out Time （2008年12月25日発売、エイベックス・インフィニティ ）

### 写真集
- Prism（2009年3月5日発売、学習研究社） ISBN 978-4-05-404035-9
- TRENTE （2017年9月28日発売、東京ニュース通信社） ISBN 978-4-86336-686-2

### 解説
1. ↑  出演予定だった公演回にはダブルキャストの渡辺大輔が代役を務める。
2. ↑  同ブランド「20th Anniversary Movie」「ルックブック」「アニバーサリーフォトブック」に掲載
3. ↑  橋本汰斗以前の5代目不二役の不慮の事故により特別出演
4. ↑  舞台では声のみでの出演
5. ↑  新型コロナウイルスの影響により東京一部公演、大阪全公演中止となった。
6. ↑  レ・ミゼラブルカンパニーとして出演
7. ↑  2020年4月19日開催予定だったが新型コロナウイルスの影響により公演延期となった。
8. ↑  藤木瑛司は相馬圭祐、村山蒼佑は鯨井康介とWキャスト。相葉が藤木瑛司を演じるのがバージョン♤、村山蒼佑を演じるのがバージョン♣︎となる。
9. ↑  CD ONLY盤のみ収録されている楽曲、「2人だけのHappy Birthday -withボクシキメンバー」-にて歌唱。なお、DVD同梱盤には同曲のメイキング映像が収録されている。
10. ↑  通常盤と限定盤Cに参加